# Língua luo
A língua luo (também chamada dholuo; transcrito em IPA como [d̪ólúô]) pertence ao grupo luo junto às línguas nilóticas ocidentais da família nilo-saariana. Essa língua é falada pelo povo luo do Quênia, Sudão e Tanzânia, contando aproximadamente 3 milhões de falantes, que ocupam partes da margem oriental do Lago Vitória e áreas ao sul. O luo é utilizado na transmissão da KBC (Kenya Broadcasting Corporation, antiga Voice of Kenya) e Rádio Ramogi.
O luo é intimamente relacionado ao lango, acholi e dhopadhola, falado em Uganda. Não deve-se confundir essa língua com a língua nilótica ocidental luwo (falada no Sudão); em adição, ambas as línguas lango e acholi possuem os nomes alternativos lwo ou lwoo. 

## Fonologia

### Fonemas
O luo possui dois grupos de cinco vogais, distintos pela característica [+/-ATR].
| .            | Frontal | Central | Anterior |
| ------------ | ------- | ------- | -------- |
| Semi-fechada | ɪ       |         | ʊ        |
| Média-aberta | ɛ       |         | ɔ        |
| Aberta       |         | ɐ       |          |

| .             | Frontal | Central | Anterior |
| ------------- | ------- | ------- | -------- |
| Fechada       | i       |         | u        |
| Média-fechada | e       |         | o        |
| Aberta        |         | a       |          |

Na tabela de consoantes abaixo, símbolos ortográficos são incluídos entre parenteses se suas formas diferem dos caracteres do IPA. Note especialmente o seguinte: o uso do ‘y’ para o IPA [j], comum em ortografias africanas; 'th, dh' são plosivas, não fricativas como no suaíle, (mas o fonema /d̪/ pode fricativizar intervocálicamente). Quando os símbolos aparecem em pares, a letra à direita representa a consoante expressa. 
| .                       | labial | dental        | alveolar | palatal      | velar   | glotal |
| ----------------------- | ------ | ------------- | -------- | ------------ | ------- | ------ |
| paradas                 | p b    | t̪ (th) d̪ (dh) | t d      | c (ch) ɟ (j) | k g     |        |
| fricativas              | f      |               | s        |              |         | h      |
| nasais                  | m      |               | n        | ɲ (ny)       | ŋ (ng') |        |
| paradas pré-nazalisadas | mb     |               | nd       | ɲɟ (nj)      | ŋg (ng) |        |
| trills                  |        |               | r        |              |         |        |
| aproximantes            | w      |               | l        | j (y)        |         |        |

### Algumas características fonológicas
O luo é uma língua tonal. Há tanto tons lexicais quanto tons gramaticais, e.x., na formação dos verbos passivos. Essa língua possui harmonia vocálica pelo status ATR: as vogais em uma palavra não composta podem ser ou todas [+ATR] ou todas [-ATR]. A harmonia ATR requer o alongamento das semivogais /w, y/. O alongamento das vogais é contrastante.

## Gramática
A língua luo é notável por suas alternâncias fonológicas, que são usadas, entre outras coisas, para distinguir uma possessão inalienável de uma alienável, e.x. como a relação entre um osso e o cachorro.
1 - Chogo guok (pronuncia-se "tchogo")
osso ; cachorro
'o osso do cachorro'
Aqui, o osso referido não é um osso pertencente ao esqueleto do cachorro, e sim, o osso que o cachorro tem em seu poder.
Por outro lado:
2 - Chok guok (pronuncia-se "tchok")
osso ; cachorro
'o osso do cachorro'
Nest caso, a referência é a um osso que pertence ao esqueleto do cachorro, e não um osso que ele esteja roendo.
O seguinte é no entanto um exemplo de possessão inalienável, o osso sendo parte de uma vaca:
chok dhiang'
osso (status constructus) vaca
'um osso da vaca'

## Exemplos de frases
Olá, (Como vai?)
Nang'o
Estou bem,
Adhi Maber
Qual é o seu nome?,
Nyingi Ng'a
Meu nome é ___ ,
Nying'a en ____
Que bom te ver,
Amor Kaneni
Bom dia,
oyawore
Boa tarde,
Oimore
Deus te abençoe,
Nyasaye ogwedhi
Bom trabalho,
Tich maber
Adeus,
Oriti
Eu quero água,
adwaro pi
Estou triste,
riyo nega OU riyo maka
Obrigado,
erokamano
Criança,
nyathi
Estudante,
nyathi skul
Assento,
bed
Pare, fique,
chung'
Fome,
kech
Estou com fome,
kech kaya
Pai,
wuoro [do dinka] wur
Mãe,
miyo [do dinka] mor
Deus,
Nyasaye
Deus é bom,
Nyasaye Ber
Ajudar,
konyo [do dinka] ba kony
Homem,
dichuo
Mulher,
dhako
Garoto,
wuowi
Garota,
nyako [do dinka] nya
Livro,
buk
Juventude,
rawera
Caneta,
kalam
Curto,
siruaru
Calças,
siruach
Mesa,
mesa (do português, via suaíle)
Placa,
san
Fechadura,
rarind OU ralor
Líder,
jatelo,ruoth
Traga,
kel
Ir,
dhi
Voltar,
dog
Volte,
dwog
Correr,
ring [do dinka]
Andar,
wuoth
Pular,
dum
Chuva,
koth
Sol,
chieng'
Lua,
duwe
Peixe,
rech [do dinka]
Quero comer,
adwaro chiemo
Avô,
kwaro [do dinka] kwar
Avó,
dayo [do dinka] day
Homem branco,
ja rachar; odiero
Homem negro,
ja rateng'
Carro,
nyamburko
Vaca,
dhiang'
Canto,
wer [do dinka]
Casamento,
keny [do dinka] keny é o processo mas thiek é o casamento
Amanhã,
kiny
Hoje,
kawuono
Criança,
nyathi
Dinheiro,
omenda, chung', oboke, sendi, pesa
Chiclete,
bunde
Eu quero Ugali
Adwaro Kwon
Milho
Oduma; bando
Feijão e milho
Nyoyo
Taxi
Matatu (do suaíle)